# 蔵王駅
蔵王駅（ざおうえき）は、山形県山形市大字松原にある、東日本旅客鉄道（JR東日本）奥羽本線の駅である。「山形線」の愛称区間に含まれている。

## 歴史

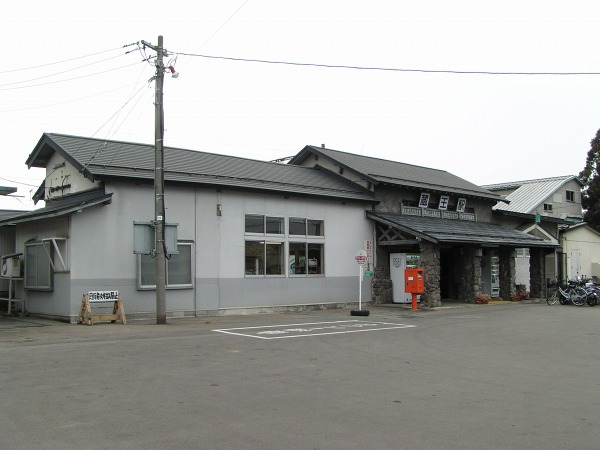
旧駅舎（2005年10月）

かつては、駅周辺の日本石油山形油槽所（既に閉鎖）や、日本セメント蔵王サービスステーション、北日本くみあい飼料山形工場などへ続く専用線が駅から分岐していた。そのため、山形新幹線乗り入れに伴う改軌の際には、下り線のみ当駅と隣の山形駅の間が三線軌条化されていたが、貨物の取り扱い廃止に伴い狭軌用のレールは撤去された。

### 年表
- 1911年（明治44年）12月5日：国有鉄道奥羽本線の金井駅（かないえき）として開業[3][4]。一般駅[3]。
- 1951年（昭和26年）3月1日：蔵王駅に改称[1]。
- 1984年（昭和59年）2月1日：荷物の取扱を廃止[3]。
- 1985年（昭和60年）11月7日：上下ホームに上屋が完成し、竣工式を挙行[5]。
- 1987年（昭和62年）4月1日：国鉄分割民営化により、東日本旅客鉄道（JR東日本）と日本貨物鉄道（JR貨物）の駅となる[3]。
- 1996年（平成8年）11月：東北総合サービスによる業務委託駅となる。
- 1998年（平成10年）
  - 7月1日：石油輸送を終了。
  - 9月29日：貨物列車発着の最終日。セメント輸送を終了。
- 1999年（平成11年）7月1日：JR貨物の駅が廃止され、貨物の取り扱いが終了。
- 2024年（令和6年）
  - 3月16日：ICカード「Suica」の利用が可能となる[6][7]。
  - 10月1日：えきねっとQチケのサービスを開始[2][8]。

### 駅名の由来
1951年（昭和26年）に改称された「蔵王」の名は当時の南村山郡蔵王村（1956年〈昭和32年〉に山形市に編入合併され廃止）に由来するが、当駅は旧蔵王村の区域外である旧金井村域に位置している。蔵王と名乗っているが、著名な観光地である蔵王温泉方面へのアクセス交通は皆無であり、蔵王温泉へのバスは隣の山形駅から発着している。かつて時刻表には蔵王駅から蔵王温泉への交通手段はない旨が明記されていた。

## 駅構造
相対式ホーム2面2線を持つ地上駅である。かつては貨物列車の発着があったため構内は広いが、線路はほとんど取り払われ、側線が数本残されているのみである。駅舎とホームの間やホームの裏手には、かつて線路が敷かれていた名残の、広い空き地がある。駅舎と2つのホームは跨線橋で結ばれている。のりばは駅舎側（東側）が1番線、もう一方が2番線である。駅舎（木造駅舎）は石積みの柱がある古くからのものである。
山形駅が管理し、JR東日本東北総合サービスが業務を受託する業務委託駅である。自動券売機と簡易Suica改札機が設置されている。

### のりば
| 番線 | 路線    | 方向 | 行先           |
| ---- | ------- | ---- | -------------- |
| 1    | ■山形線 | 上り | 米沢方面       |
| 2    | ■山形線 | 下り | 山形・新庄方面 |

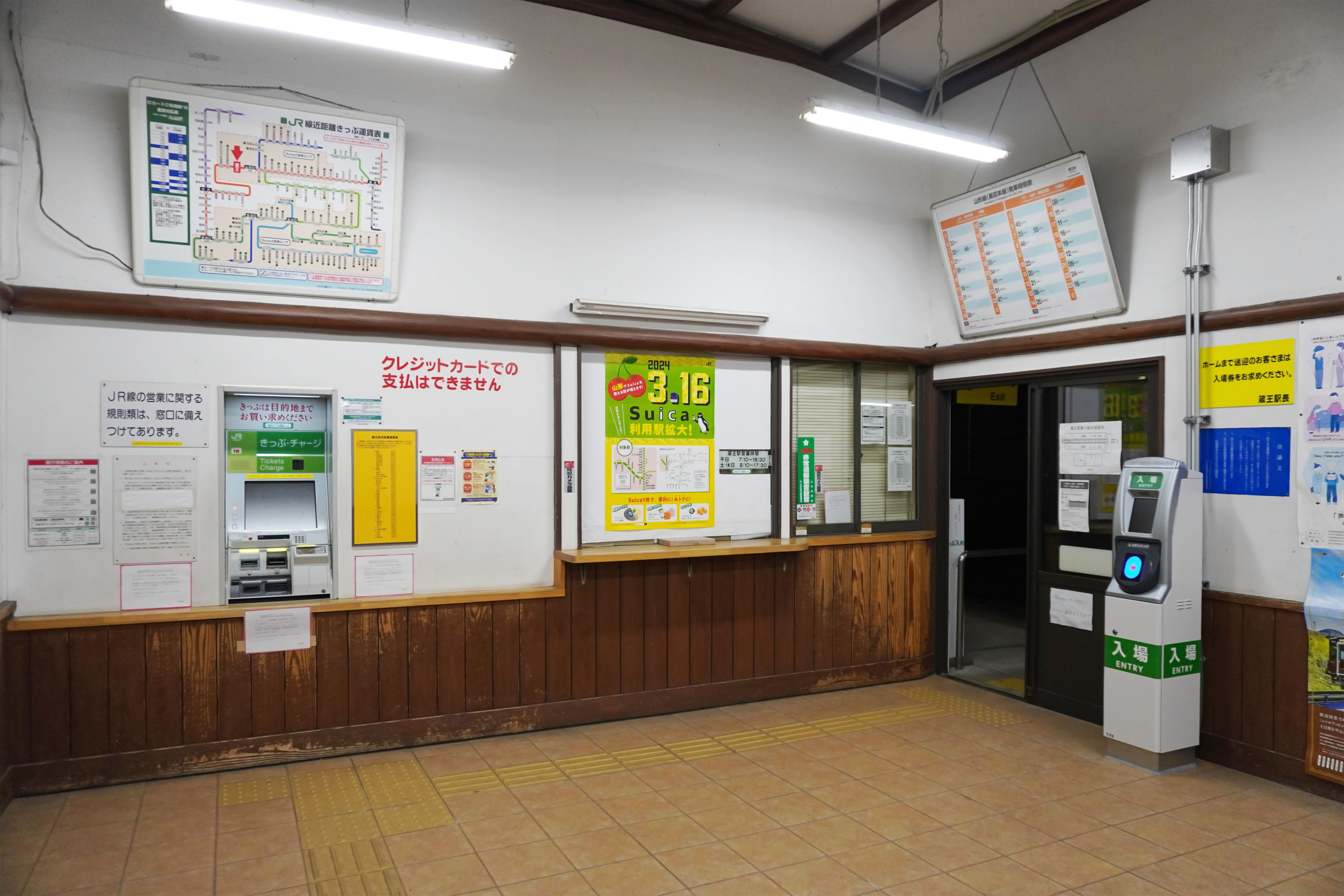
改札口（2024年3月）
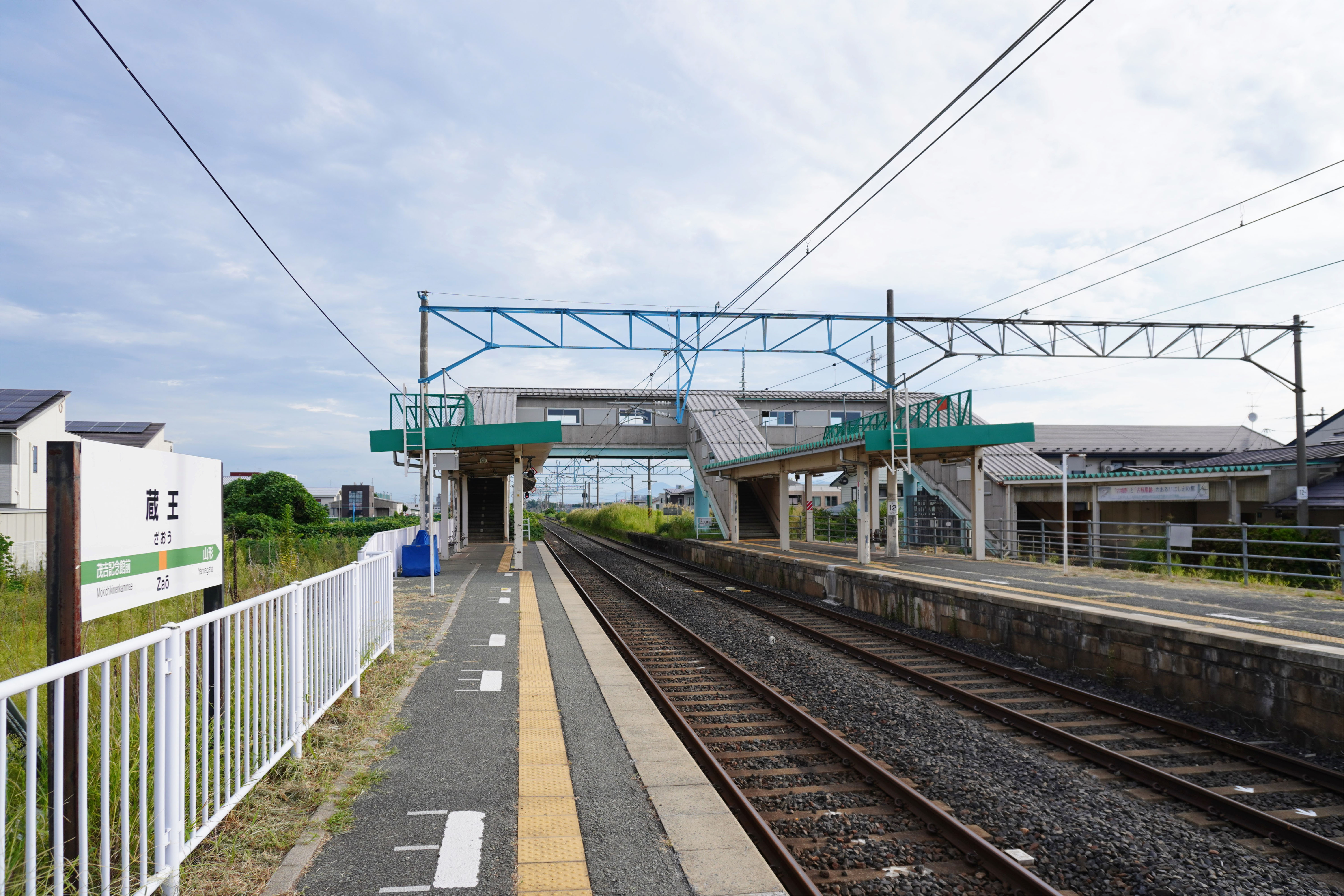
ホーム（2023年9月）

## 利用状況
JR東日本によると、2023年度（令和5年度）の1日平均乗車人員は976人である。
1994年度（平成6年度）以降の推移は以下のとおりである。なお、1994年度（平成6年度）から1999年度（平成11年度）にかけては一の位を四捨五入した値を記載する。
| 1日平均乗車人員推移 | 1日平均乗車人員推移 | 1日平均乗車人員推移 | 1日平均乗車人員推移 | 1日平均乗車人員推移 |
| 年度                | 定期外              | 定期                | 合計                | 出典                |
| ------------------- | ------------------- | ------------------- | ------------------- | ------------------- |
| 1994年（平成06年）  |                     |                     | 980                 | [ 利用客数 2 ]      |
| 1995年（平成07年）  |                     |                     | 1,020               | [ 利用客数 2 ]      |
| 1996年（平成08年）  |                     |                     | 980                 | [ 利用客数 2 ]      |
| 1997年（平成09年）  |                     |                     | 870                 | [ 利用客数 2 ]      |
| 1998年（平成10年）  |                     |                     | 810                 | [ 利用客数 2 ]      |
| 1999年（平成11年）  |                     |                     | 720                 | [ 利用客数 2 ]      |
| 2000年（平成12年）  |                     |                     | 760                 | [ 利用客数 3 ]      |
| 2001年（平成13年）  |                     |                     | 849                 | [ 利用客数 4 ]      |
| 2002年（平成14年）  |                     |                     | 914                 | [ 利用客数 5 ]      |
| 2003年（平成15年）  |                     |                     | 897                 | [ 利用客数 6 ]      |
| 2004年（平成16年）  |                     |                     | 892                 | [ 利用客数 7 ]      |
| 2005年（平成17年）  |                     |                     | 925                 | [ 利用客数 8 ]      |
| 2006年（平成18年）  |                     |                     | 873                 | [ 利用客数 9 ]      |
| 2007年（平成19年）  |                     |                     | 824                 | [ 利用客数 10 ]     |
| 2008年（平成20年）  |                     |                     | 842                 | [ 利用客数 11 ]     |
| 2009年（平成21年）  |                     |                     | 853                 | [ 利用客数 12 ]     |
| 2010年（平成22年）  |                     |                     | 902                 | [ 利用客数 13 ]     |
| 2011年（平成23年）  |                     |                     | 950                 | [ 利用客数 14 ]     |
| 2012年（平成24年）  | 153                 | 843                 | 996                 | [ 利用客数 15 ]     |
| 2013年（平成25年）  | 161                 | 857                 | 1,018               | [ 利用客数 16 ]     |
| 2014年（平成26年）  | 161                 | 785                 | 947                 | [ 利用客数 17 ]     |
| 2015年（平成27年）  | 154                 | 841                 | 995                 | [ 利用客数 18 ]     |
| 2016年（平成28年）  | 156                 | 860                 | 1,016               | [ 利用客数 19 ]     |
| 2017年（平成29年）  | 159                 | 885                 | 1,045               | [ 利用客数 20 ]     |
| 2018年（平成30年）  | 158                 | 946                 | 1,105               | [ 利用客数 21 ]     |
| 2019年（令和元年）  | 154                 | 989                 | 1,144               | [ 利用客数 22 ]     |
| 2020年（令和02年）  | 106                 | 884                 | 990                 | [ 利用客数 23 ]     |
| 2021年（令和03年）  | 109                 | 897                 | 1,006               | [ 利用客数 24 ]     |
| 2022年（令和04年）  | 122                 | 884                 | 1,006               | [ 利用客数 25 ]     |
| 2023年（令和05年）  | 131                 | 844                 | 976                 | [ 利用客数 1 ]      |

## 駅周辺
当駅周辺は山形市の「南山形地区」にあたり、蔵王駅が南山形地区の中心に位置している。
- 東北文教大学
- 東北文教大学短期大学部
- 金井郵便局
- 山形市立第九中学校
- 山形市立南山形小学校
- 東海大学山形高等学校
- ヤマザワ蔵王駅前店
- 山形銀行南山形支店

## 隣の駅
東日本旅客鉄道（JR東日本）
■山形線（奥羽本線）
茂吉記念館前駅 - 蔵王駅 - 山形駅

### 記事本文
1. 1 2  「日本国有鉄道公示第39号」『官報』1951年2月26日（国立国会図書館デジタルコレクション）
2. 1 2 3 4  「駅の情報（蔵王駅）：JR東日本」東日本旅客鉄道。2024年8月26日時点のオリジナルよりアーカイブ。2024年9月14日閲覧。
3. 1 2 3 4 5  石野哲 編『停車場変遷大事典 国鉄・JR編』 II（初版）、JTB、1998年10月1日、529頁。ISBN 978-4-533-02980-6。
4. ↑  「山形県の鉄道輸送 (PDF)」『山形県』山形県鉄道利用・整備強化促進期成同盟会、2024年6月、47–48頁。2025年4月8日閲覧。
5. ↑  「雨、雪これでしのげます　蔵王駅の上屋完成」『読売新聞』1985年11月8日、朝刊、やまがた第二県版、19面。
6. ↑  「山形県のSuica利用がますます便利になります! (PDF)」（プレスリリース）、東日本旅客鉄道東北本部、2023年12月15日。2023年12月15日閲覧。
7. ↑  「山形県におけるSuicaご利用駅の拡大について (PDF)」（プレスリリース）、東日本旅客鉄道仙台支社、2022年7月22日。2022年7月22日閲覧。
8. ↑  「Suicaエリア外もチケットレスで! 東北エリアから「えきねっとQチケ」がはじまります (PDF)」（プレスリリース）、東日本旅客鉄道、2024年7月11日。2024年8月4日閲覧。
9. 1 2  「JR東日本：駅構内図・バリアフリー情報（蔵王駅）」東日本旅客鉄道。2024年4月4日閲覧。
10. ↑  「山形市都市計画マスタープラン地域別構想 南山形地区 (PDF)」山形市。2024年6月14日閲覧。

### 利用状況
1. 1 2  「各駅の乗車人員 2023年度 101位以下（5）| 企業サイト：JR東日本」東日本旅客鉄道。2025年7月26日閲覧。
2. ↑  山形市交通マスタープラン - 2.山形市の交通状況と課題（9頁）（2011年7月3日アーカイブ） - 国立国会図書館Web Archiving Project
3. ↑  「JR東日本：各駅の乗車人員（2000年度）」東日本旅客鉄道。2025年7月26日閲覧。
4. ↑  「JR東日本：各駅の乗車人員（2001年度）」東日本旅客鉄道。2025年7月26日閲覧。
5. ↑  「JR東日本：各駅の乗車人員（2002年度）」東日本旅客鉄道。2025年7月26日閲覧。
6. ↑  「JR東日本：各駅の乗車人員（2003年度）」東日本旅客鉄道。2025年7月26日閲覧。
7. ↑  「JR東日本：各駅の乗車人員（2004年度）」東日本旅客鉄道。2025年7月26日閲覧。
8. ↑  「JR東日本：各駅の乗車人員（2005年度）」東日本旅客鉄道。2025年7月26日閲覧。
9. ↑  「JR東日本：各駅の乗車人員（2006年度）」東日本旅客鉄道。2025年7月26日閲覧。
10. ↑  「JR東日本：各駅の乗車人員（2007年度）」東日本旅客鉄道。2025年7月26日閲覧。
11. ↑  「JR東日本：各駅の乗車人員（2008年度）」東日本旅客鉄道。2025年7月26日閲覧。
12. ↑  「JR東日本：各駅の乗車人員（2009年度）」東日本旅客鉄道。2025年7月26日閲覧。
13. ↑  「JR東日本：各駅の乗車人員（2010年度）」東日本旅客鉄道。2025年7月26日閲覧。
14. ↑  「JR東日本：各駅の乗車人員（2011年度）」東日本旅客鉄道。2025年7月26日閲覧。
15. ↑  「JR東日本：各駅の乗車人員（2012年度）」東日本旅客鉄道。2025年7月26日閲覧。
16. ↑  「各駅の乗車人員 2013年度 ベスト100以外（6）：JR東日本」東日本旅客鉄道。2025年7月26日閲覧。
17. ↑  「各駅の乗車人員 2014年度 ベスト100以外（6）：JR東日本」東日本旅客鉄道。2025年7月26日閲覧。
18. ↑  「各駅の乗車人員 2015年度 ベスト100以外（6）：JR東日本」東日本旅客鉄道。2025年7月26日閲覧。
19. ↑  「各駅の乗車人員 2016年度 ベスト100以外（6）：JR東日本」東日本旅客鉄道。2025年7月26日閲覧。
20. ↑  「各駅の乗車人員 2017年度 ベスト100以外（6）：JR東日本」東日本旅客鉄道。2025年7月26日閲覧。
21. ↑  「各駅の乗車人員 2018年度 ベスト100以外（5）：JR東日本」東日本旅客鉄道。2025年7月26日閲覧。
22. ↑  「各駅の乗車人員 2019年度 ベスト100以外（5）：JR東日本」東日本旅客鉄道。2025年7月26日閲覧。
23. ↑  「各駅の乗車人員 2020年度 101位以下（5）| 企業サイト：JR東日本」東日本旅客鉄道。2025年7月26日閲覧。
24. ↑  「各駅の乗車人員 2021年度 101位以下（5）| 企業サイト：JR東日本」東日本旅客鉄道。2025年7月26日閲覧。
25. ↑  「各駅の乗車人員 2022年度 101位以下（5）| 企業サイト：JR東日本」東日本旅客鉄道。2025年7月26日閲覧。